# Gérardmer
Gérardmer (spreek uit: Gérard-mee) (Duits: Gerdsee) is een gemeente in het Franse departement Vosges (regio Grand Est). De plaats maakt deel uit van het arrondissement Saint-Dié-des-Vosges en ligt aan het Meer van Gérardmer. De gemeente telde 7.685 inwoners op 1 januari 2022.

## Geschiedenis
In de middeleeuwen lagen er verschillende kleine gehuchten. Pas in 1540 werd Gérardmer een zelfstandige parochie. De plaats telde toen ongeveer 150 inwoners. Al in de 17e eeuw kwamen Lotharingse edelen en de kanunnikessen van de Abdij van Remiremont verpozen aan het Meer van Gérardmer. In de loop van de 19e eeuw werden er hotels en villa's langs het meer gebouwd en in 1862 werd een wandeldijk langs het meer aangelegd. In 1878 werd het spoorwegstation geopend en er waren ook tramlijnen. Vanaf 1910 ontwikkelde Gérardmer zich ook als wintersportgebied. In 1919 werd de gemeente Xonrupt-Longemer opgericht; ervoor behoorde de plaats tot Gérardmer.

## Geografie
De oppervlakte van Gérardmer bedroeg op 1 januari 2022 54,78 vierkante kilometer; de bevolkingsdichtheid was toen 140,3 inwoners per km².
De onderstaande kaart toont de ligging van Gérardmer met de belangrijkste infrastructuur en aangrenzende gemeenten.

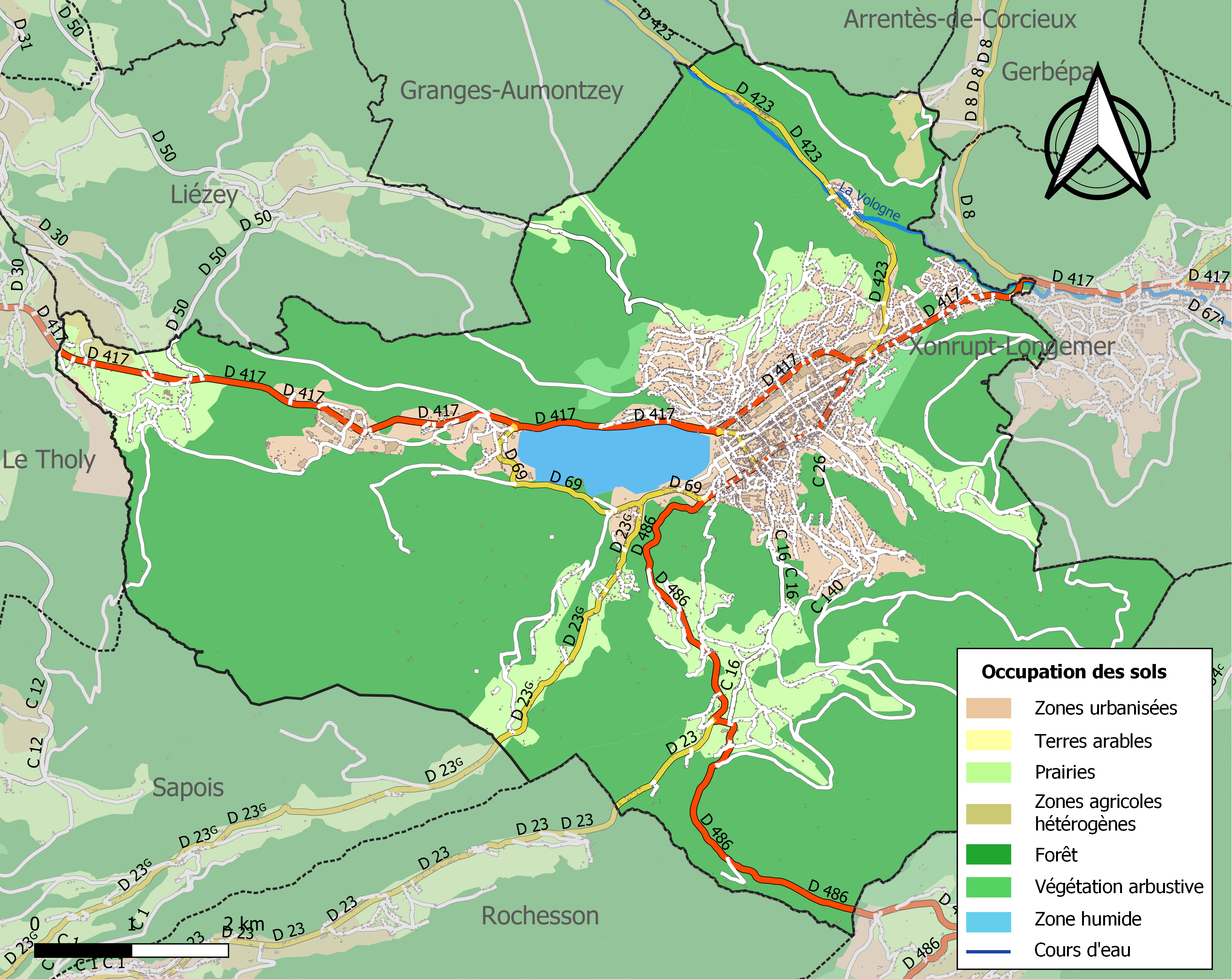

## Evenementen
- Festival international du film fantastique de Gérardmer

## Sport
Gérardmer was twee keer etappeplaats in de Tour de France. In 2005 won Nederlander Pieter Weening er na bestudering van de fotofinish de etappe. In 2014 kwam de etappe aan in het skigebied La Mauselaine en won Fransman Blel Kadri.

## Demografie
Onderstaande figuur toont het verloop van het inwonertal (bron: INSEE-tellingen).

## Geboren
- Edward Gardère (1909-1997), schermer